# Viorea
Vioreaua (Scilla bifolia) este o specie de plante monocotiledonate cu bulbi din genul Scilla, familia Asparagaceae.

## Descriere
Vioreaua păstrează caracteristicile genului Scilla din care face parte. În plus, se caracterizează printr-o talie relativ redusă (10-30) și frunzele, întotdeauna în număr de două - de aici derivă denumirea speciei (bifolia). Ele se ridică imediat de deasupra solului, atingând o lungime de până la 25 cm. 
Inflorescența, care este un racem, iar florile sunt formate din 6 tepale (3 sepale și 3 petale de aceeași culoare) și din 6 stamine, de culoare albastră-violacee. Fructul este o capsulă. Vioreaua se înmulțește preponderent prin bulbi , acesta  au o dimensiune de 1- 3 cm  și sunt acoperiți cu o coajă cafenie. Vioreaua iubeste padurile umbrite de foioase , crește în desișuri cu soluri afînate. În Europa de Est este răspîndită pe larg, primăvara devreme aceasta inflorește abundent formînd covoare albastre. 

### Înflorirea
Înflorește primăvara devreme, la începutul lunii martie.

### Ecologie
Vioreaua este răspândită în Europa, nordul Africii și Asia Mică.
Relativ frecventă în flora spontană a României, se întâlnește preponderent în zona de câmpie și de deal.

### Compoziție
Vioreaua conține o substanță toxică numită scillitoxină, alături de un glicozid  cardiotonic (scilaina), precum și mucilagii și saponine iritante. Florile conțin uleiuri volatile.

## Utilizări
Vioreaua este o plantă meliferă, tinctorială, decorativă și medicinală.
Florile se mai folosesc și la vopsitul fibrelor naturale în albastru.
Ca plantă medicinală, se adresează mai mult industriei farmaceutice. Prezintă proprietăți emetice, purgative, expectorante și diuretice, precum și în bronșita cronică, în afecțiunile renale cronice și în bolile cardiace.